# Nemastoma bidentatum
Espèce
Nemastoma bidentatum est une espèce d'opilions dyspnois de la famille des Nemastomatidae.

## Distribution
Cette espèce se rencontre en Autriche, en Italie au Frioul-Vénétie Julienne, en Slovénie, en Slovaquie, en Hongrie, en Croatie, en Bosnie-Herzégovine, au Monténégro, en Serbie, en Roumanie, en Bulgarie et en Turquie.

## Description
Le mâle syntype mesure 1,8 mm et la femelle syntype 2 mm.
Les mâles de Nemastoma bidentatum bidentatum mesurent de 1,5 à 1,7 mm et les femelles de 1,6 à 1,8 mm.
Les mâles de Nemastoma bidentatum sparsum mesurent de 1,5 à 2,0 mm et les femelles de 1,6 à 2,4 mm.
Le mâle holotype de Nemastoma bidentatum gruberi mesure 1,99 mm et la femelle paratype 2,49 mm.
Le mâle holotype de Nemastoma bidentatum martensi mesure 1,63 mm et la femelle paratype 2,23 mm.
Le mâle holotype de Nemastoma bidentatum schmidti mesure 1,94 mm et la femelle paratype 2,11 mm.
Le mâle holotype de Nemastoma bidentatum sneznikense mesure 1,81 mm et la femelle paratype 2,11 mm.

## Liste des sous-espèces
Selon World Catalogue of Opiliones (29/05/2025) :
- Nemastoma bidentatum bidentatum Roewer, 1914 Autriche et Slovénie
- Nemastoma bidentatum gruberi Novak, Novak, Kozel & Raspotnig, 2021 Slovénie, Croatie et Italie
- Nemastoma bidentatum martensi Novak, Novak & Raspotnig, 2021 Slovénie et Croatie
- Nemastoma bidentatum schmidti Novak, Novak & Raspotnig, 2021 Slovénie, Autriche, Croatie et Italie
- Nemastoma bidentatum sneznikense Novak, Komposch, Novak & Raspotnig, 2021 Slovénie
- Nemastoma bidentatum sparsum Gruber & Martens, 1968 Autriche, Bulgarie, Bosnie-Herzégovine, Hongrie, Croatie, Monténégro, Roumanie, Slovaquie, Slovénie, Serbie et Turquie

## Systématique et taxinomie
Cette espèce a été décrite par Roewer en 1914.

## Publications originales
- Roewer, 1914 : « Die Familien der Ischyropsalidae und Nemastomatidae der Opiliones=Palpatores. » Archiv für Naturgeschichte, sér. A, vol. 80, no 3, p. 99–169 (texte intégral).
- Gruber & Martens, 1968 : « Morphologie, Systematik und Ökologie der Gattung Nemastoma C. L. Koch (s. str.) (Opiliones, Nemastomatidae). » Senckenbergiana biologica, vol. 49, no 2, p. 137–172.
- Novak, Novak, Kozel, Schaider, Komposch, Lipovšek, Podlesnik, Paušič & Raspotnig, 2021 : « Hidden diversity within the Nemastoma bidentatum Roewer, 1914 complex (Opiliones: Nemastomatidae) Part I: Morphological evidence. » European Journal of Taxonomy, vol. 777, p. 1–67 (texte intégral).